# Hypocenomyce
Hypocenomyce är ett släkte av lavar. Enligt Catalogue of Life ingår Hypocenomyce i familjen Ophioparmaceae, ordningen Umbilicariales, klassen Lecanoromycetes, divisionen sporsäcksvampar och riket svampar, men enligt Dyntaxa är tillhörigheten istället familjen Ophioparmaceae, klassen Lecanoromycetes, divisionen sporsäcksvampar och riket svampar.
| Hypocenomyce | \| \| Hypocenomyce anthracophila \| \| \| \| \| \| Hypocenomyce caradocensis \| \| \| \| \| \| Hypocenomyce castaneocinerea \| \| \| \| \| \| Hypocenomyce friesii \| \| \| \| \| \| Hypocenomyce oligospora \| \| \| \| \| \| Hypocenomyce sierrae \| \| \| \| \| \| Hypocenomyce tinderryensis \| \| \| \| |
|              | \| \| Hypocenomyce anthracophila \| \| \| \| \| \| Hypocenomyce caradocensis \| \| \| \| \| \| Hypocenomyce castaneocinerea \| \| \| \| \| \| Hypocenomyce friesii \| \| \| \| \| \| Hypocenomyce oligospora \| \| \| \| \| \| Hypocenomyce sierrae \| \| \| \| \| \| Hypocenomyce tinderryensis \| \| \| \| |
|              | Hypocenomyce anthracophila |
|              | |
|              | Hypocenomyce caradocensis |
|              | |
|              | Hypocenomyce castaneocinerea |
|              | |
|              | Hypocenomyce friesii |
|              | |
|              | Hypocenomyce oligospora |
|              | |
|              | Hypocenomyce sierrae |
|              | |
|              | Hypocenomyce tinderryensis |
|              | |

|  | Hypocenomyce anthracophila   |
|  |                              |
|  | Hypocenomyce caradocensis    |
|  |                              |
|  | Hypocenomyce castaneocinerea |
|  |                              |
|  | Hypocenomyce friesii         |
|  |                              |
|  | Hypocenomyce oligospora      |
|  |                              |
|  | Hypocenomyce sierrae         |
|  |                              |
|  | Hypocenomyce tinderryensis   |
|  |                              |

## Källor

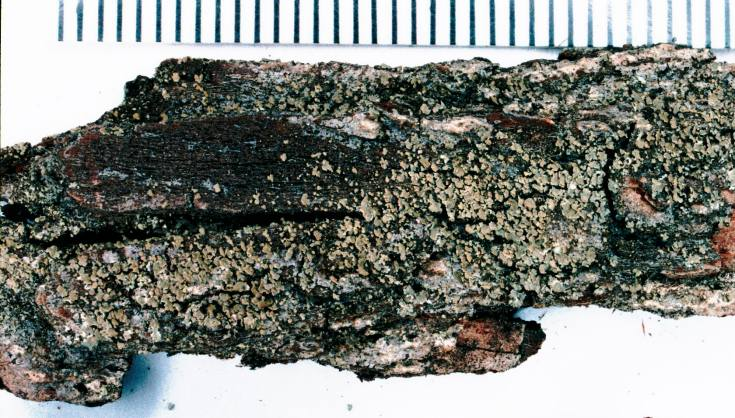
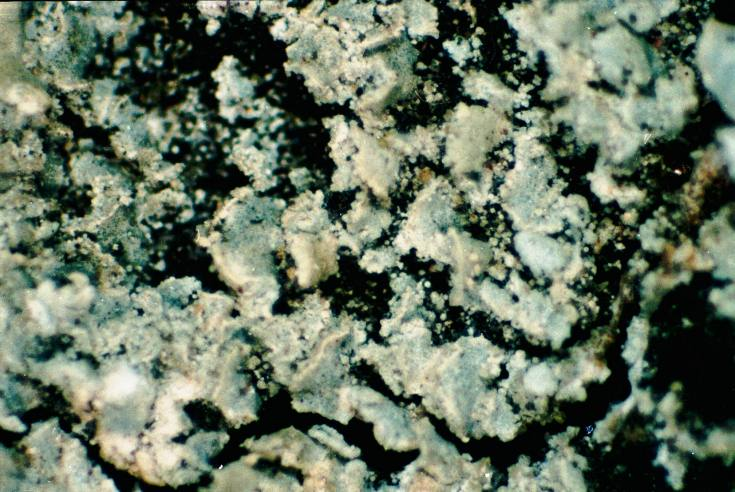
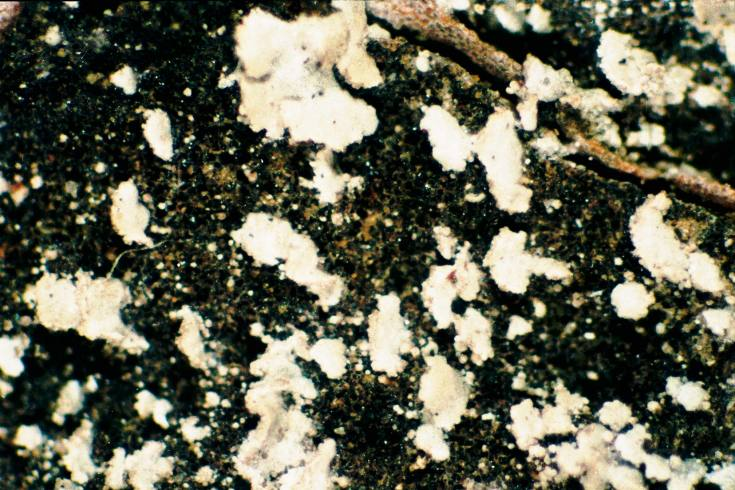
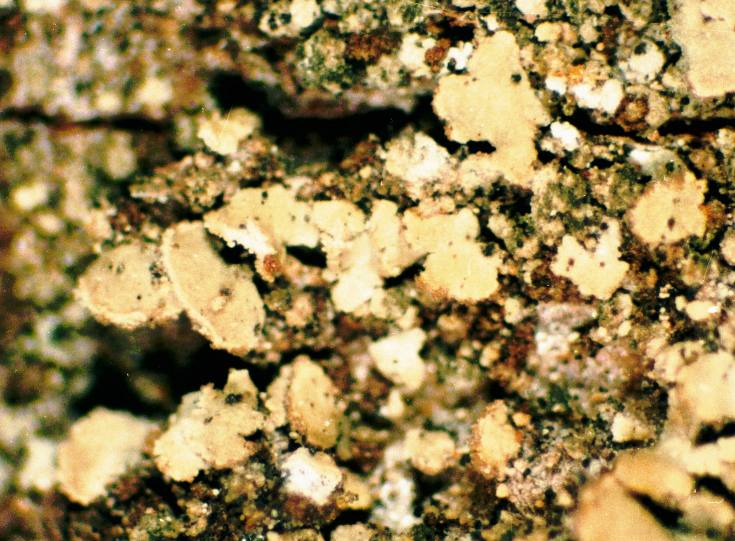
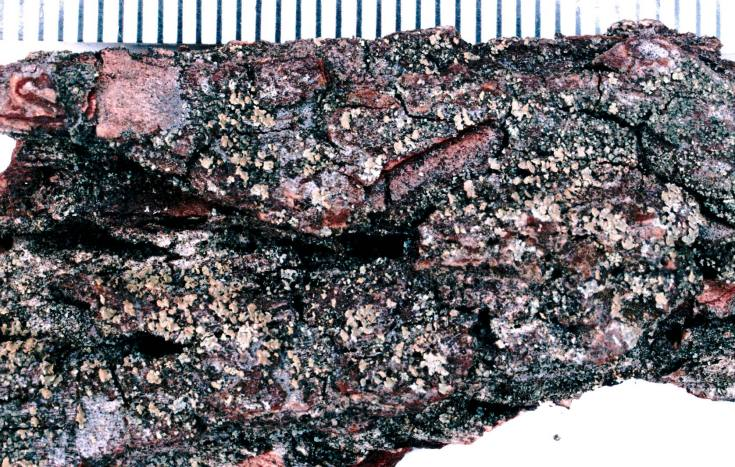